# Karen Robson
Karen Robson (19 marzo 1957) è un'attrice e avvocata australiana.
Inoltre  è anche una produttrice cinematografica.

## Biografia
Nata nello stato di Malacca, in Malaysia ma cresciuta in Australia, ha iniziato a recitare ancora minorenne. Si sposò con il regista iraniano Ramin Niami dal quale ebbe due figli.

## Filmografia

### Attrice
- Picnic ad Hanging Rock (Picnic at Hanging Rock) (1975) dove interpreta la parte di Irma Leopold
- Paris (2003)

### Produttrice
- Somewhere in the City (1998)
- Paris (2003)

### Consulente legale
- Lo spacciatore (Light Sleeper) (1992)
- Se mi piaci perché no (Lucky Break) (1994)
- Ritorno dal nulla (The Basketball Diaries) (1995)
- Il corvo 2 (The Crow: City of Angels) (1996)
- L'ospite d'inverno (The Winter Guest) (1997)
- Affliction (Affliction) (1997)
- Il corvo 3 - Salvation (The Crow: Salvation) (2000)
- Laurel Canyon (Laurel Canyon) (2002)
- Paris (2003)
- Undertow (Undertow) (2004)